# 天野正道
天野正道（日語：天野 正道，1957年1月26日—）出生於日本秋田縣秋田市，是一位日本作曲家、編曲家以及指揮家。

## 生平
他在東京國立音樂大學就讀，1982年畢業，獲得武岡賞。他的交響樂團作品充滿著史詩、雄偉、傳奇，包括《大逃殺》（バトル・ロワイアル）、《鐵甲人-地球靜止之日》（ジャイアントロボTHE ANIMATION 地球が靜止する日），以及《星空防衛隊》（ストラトス・フォー）的音樂。他在電影及影片的音樂可分類成動作、科幻以及詭異。天野正道所選擇的交響樂團是波蘭的華沙愛樂樂團（Warsaw Philharmonic Orchestra）以及它附屬合唱團。
他也寫了許多給管樂團的曲目，其作品有被東京佼成管樂團選作錄音。他的管樂編曲作品，亦曾多次於全日本吹奏樂大賽被參賽隊伍用作自選曲而獲得金奬。1976年至1982年全日本吹奏樂大賽，他的母校秋田南高校曾六次憑他編曲的作品獲得金奬。2001年全日本吹奏樂大賽一般組比賽，有四首歌曲是他編曲的，有3隊贏得了金奬。

## 風格及評價
跟他同時代的作曲家包括佐橋俊彦、岩崎琢、菅野洋子、植松伸夫等。

## 作品節選

### 動畫及電影
- 6 Angels（英语：6 Angels）
- Battle Royale
- Battle Royale II: Requiem
- Biohunter（英语：Biohunter）
- 鐵甲人-地球靜止之日
- Maetel Legend（英语：Maetel Legend）
- Melty Lancer
- Miyuki
- Musa (orchestra conductor only)
- Nightmare Campus
- 新海底軍艦
- Odin - Starlight Mutiny
- Phantasy Star Universe
- 女棒甲子園
- Ruin Explorers（英语：Ruin Explorers）
- Shiawase Sou no Okojo-san
- Sin: The Movie（英语：Sin: The Movie）
- Stratos 4
- Stratos 4: Return to Base
- Stratos 4: Advance（英语：Stratos 4: Advance）
- Super Atragon
- Tenamonya Voyagers
- Urotsukidoji（英语：Urotsukidoji）
- Urotsukidoji: Legend of the Overfiend
- Urusei Yatsura: Only You（英语：Urusei Yatsura: Only You）
- MushiKing

## 外部連結
- Phoenix Entertainment（页面存档备份，存于） （日語）
- Interview with Amano @ http://www.sakigake-adb.co.jp （日語）
- Anime News Network（页面存档备份，存于） （英文）
- Internet Movie Data Base（页面存档备份，存于） （英文）